# 吉野文六
吉野 文六（よしの ぶんろく、1918年（大正7年）8月8日 - 2015年（平成27年）3月29日）は、日本の外交官。位階は従三位。 

## 経歴
長野県松本市生まれ。父は弁護士であった。旧制松本中学（長野県松本深志高等学校）、旧制松本高等学校を経て、東京帝国大学法学部卒業。
1940年高等文官試験外交科に合格し、同大在学中の1941年に外務省入省。同期に西堀正弘（国連大使）、魚本藤吉郎（駐ソ連大使）、内田宏（駐仏大使）、奈良靖彦（駐加大使）、人見鉄三郎（駐コスタリカ大使）など。第二次世界大戦中は在ドイツ日本国大使館に勤務した。
1953年在アメリカ合衆国日本国大使館一等書記官、1967年外務大臣官房審議官、1968年駐米公使、1971年アメリカ局長、1972年OECD日本政府代表特命全権大使、1975年外務審議官（経済担当）、1978年駐西ドイツ大使などを歴任し、1982年退官。
退官後は天下りで、1983年経団連参与、1984年国際経済研究所理事長に就いた。1990年、勲一等瑞宝章を受章。
アメリカ局長時代は沖縄返還の当事者として、アメリカとの沖縄返還協定で土地の原状回復費用を日本が負担する密約の存在を一貫して否認したが、ホワイトハウスの文書公開を受けて初めて認めるに至った。2009年には密約を巡る情報公開訴訟に、原告の求めに応じて初めて証人として出廷した。
2015年3月29日に肺炎のため96歳で死去。没後従七位から従三位に進階。